# Język lop
Język lop, także lopnur lub lopnor — język wschodnioturecki używany w Regionie Autonomicznym Sinciang-Ujgur Chińskiej Republiki Ludowej, na terenie powiatu Lop w prefekturze hoteńskiej. Uważa się go za wschodni dialekt języka ujgurskiego. Wykazuje podobieństwa z północnymi dialektami języka kirgiskiego.